# Albert van der Sleen
Albert van der Sleen (Acht, 30 april 1963) is een Nederlands voetbaltrainer en voormalig profvoetballer, die speelde als keeper.

## Loopbaan als speler
Van der Sleen werd geboren in Eindhoven. in stadsdeel Acht, Hier begon hij met voetballen bij VV Acht.
In 1983 sloot hij zich aan bij FC Eindhoven, waar hij 17 jaar, tot 2000, onder contract stond en 379 wedstrijden keepte.
In 2000 vertrok hij naar N.E.C., omdat daar tweede doelman te worden achter Dennis Gentenaar. Op zondag 3 december 2000 verving hij Gentenaar in de thuiswedstrijd tegen FC Twente. Zo maakte hij op 37-jarige leeftijd onder trainer Johan Neeskens zijn debuut in de eredivisie. Daarmee werd hij achter Dieter Burdenski, die in 1990 op 40-jarige leeftijd zijn debuut maakte voor SBV Vitesse, de op een na oudste debutant en de oudste Nederlandse debutant in de eredivisie ooit. In de vijf jaar dat hij bij N.E.C. speelde, zou hij nog 10 wedstrijden het doel verdedigen.

## Loopbaan als trainer
In 2005 beëindigde Van der Sleen zijn loopbaan op 42-jarige leeftijd. Aansluitend werd hij keeperstrainer bij FC Eindhoven. Hij werd hij in 2007 weggeplukt door sc Heerenveen. Van der Sleen werkte zeven jaar in Friesland. In 2014 verzette Van der Sleen zich tegen de komst van de Zweedse doelman Viktor Noring, die hij ongeschikt achtte voor Heerenveen. Technisch directeur Hans Vonk besloot de Zweed echter toch aan te trekken en de talentvolle Andries Noppert transfervrij te laten vertrekken. Van der Sleen was met stomheid geslagen toen hij de Zweed na de winterstop op de training zag verschijnen en kreeg uiteindelijk gelijk. Noring stond slechts anderhalf seizoen onder contract bij Heerenveen, zakte in de hiërarchie steeds verder weg en speelde geen enkel officieel duel voor de club. Ondertussen was in de zomer van 2014 echter al besloten het contract met Van der Sleen niet te verlengen.
Van der Sleen volgde Noppert naar NAC Breda, waar hij Arno van Zwam opvolgde. Hij stond hier twee seizoenen onder contract. Van der Sleen werkte intensief samen met eerste doelman Jelle ten Rouwelaar, met wie hij eerder bij FC Eindhoven had samengewerkt. Hij leidde Ten Rouwelaar op en toen deze in 2016 besloot te stoppen, werd besloten hem door te schuiven naar de functie van keeperstrainer. Van der Sleen was hierop overbodig geworden en een eenzijdige optie tot verlengen in zijn contract, werd door NAC niet gelicht.
Op zoek naar een nieuwe club, stuitte hij op GVVV, dat uitkwam in de tweede divisie. Hij tekende een contract voor twee seizoenen. In de zomer van 2017 zocht PSV een ervaren keeperstrainer voor de jeugdopleiding. Na gesprekken met hoofdkeeperstrainer Ruud Hesp, hoofd jeugdopleidingen Pascal Jansen en toekomstig collega Abe Knoop, besloot de club Van der Sleen binnen te halen. GVVV bood de trainer de mogelijkheid om over te stappen.
Abed ·
Bahaty ·
Bars ·
Bassey ·
Bawuah ·
Van den Berg ·
Van de Blaak ·
Bresser ·
Dağaşan ·
Van Duiven ·
Geerts ·
Gilbert ·
Gomez van Hoogen ·
Gonzaga ·
Van den Heuvel ·
Heylen ·
Houben ·
Janssen ·
Khaderi ·
Kuhn ·
Kuijsten ·
Manuhutu ·
Markdal ·
Monamay ·
Mulders ·
Van der Plas ·
Raap ·
Van de Riet ·
Smolenaars ·
Steur ·
Thomas ·
Uneken  ·
Verkooijen ·
Waayers ·
Younis ·
Coach: Groenendijk
· Assistent-coach: Bouma
· Assistent-coach: Wolf
· Keeperstrainer: Waterman